# Love Is the Name
"Love Is the Name" é o single de estreia da cantora americana Sofia Carson. Foi escrito e produzido por Steve Mac, com composições adicionais de Ina Wroldsen. A música foi lançada em 7 de abril de 2016 pela Hollywood e Republic Records. Um remix oficial com o cantor colombiano de reggaeton J Balvin também foi lançado no mesmo dia. "Love Is the Name" é uma interpolação do single de 1984 da banda austríaca Opus "Live Is Life", que foi a principal inspiração por trás de sua produção. Comercialmente, alcançou o top quarenta nas paradas de componentes Latin Pop Songs e Tropical Songs da Billboard no Estados Unidos e atingiu o pico entre os trinta primeiros na Polónia. O videoclipe que acompanha a música, dirigido por Hannah Lux Davis, retrata Carson dançando ao pôr do sol em uma praia e em uma luxuosa mansão. Para promover ainda mais a música, Carson a cantou no Radio Disney Music Awards de 2016.

## Antecedentes e lançamento
"Love Is the Name" foi escrita e produzida por Steve Mac, com composições adicionais de Ina Wroldsen. A canção pe uma interpolação do single de 1984 da banda austríaca Opus "Live Is Life", que foi a principal inspiração por trás de sua produção; portanto, os membros da banda também são creditados como compositores. Inicialmente, ele foi listado na BMI com a cantora americana Demi Lovato como a artista designada; no entanto, "Love is the Name" foi gravada e lançada por Carson depois que ela assinou um contrato mundial com a Hollywood e Republic Records. A cantora revelou que "foi uma decisão coletiva entre as duas gravadoras, a equipe [de gravação] e ela" lançá-lo como seu single de estreia:
"Acho que o fato da música original ser um hit global já ajudou muito, porque essa melodia é muito contagiante e já está na cabeça das pessoas. Também amamos que a música soasse tão global, e é isso que queremos com minha música. Queremos que seja global e muito internacional. Todos nós pensamos que era uma faixa fantástica porque sou dançarina, e dançar é quem eu sou como artista."
"Love Is the Name" foi srvido pela primeira vez como um contemporary hit radio em 7 de abril de 2016 nos Estados Unidos, com uma estreia na Radio Disney no mesmo dia. A música foi então disponibilizada para venda e transmissão global em 8 de abril, junto com um remix com o cantor colombiano de reggaeton J Balvin. De acordo com Griselda Flores da Billboard, ele adiciona "sabor latino à faixa com letras em espanhol sedutoras", como "No sigas buscando que tú eres para mí (Pare de procurar porque você foi feita para mim)". Liricamente, Carson descreveu a música como uma "celebração do amor", acrescentando ainda que "quando eu ouvi a faixa pela primeira vez [...], eu virei. Abaixei todas as minhas janelas e aumentei [o volume] muito alto." Remixes oficiais do DJ Laszlo, Nando Pro, Mack & Jet Set Vega, MADIZIN e Moto Blanco também foram encomendados.

## Promoção
O videoclipe de "Love Is the Name" foi dirigido por Hannah Lux Davis e produzido por Brandon Bonfiglio, com coreografia feita por Teresa Espinosa. Foi filmado em uma luxuosa mansão e inclui filmagens da cantora dançando ao pôr do sol em uma praia. O vídeo estreou oficialmente no Disney Channel durante o 23º aniversário de Carson, em 10 de abril de 2016. No mesmo dia, foi anunciado que a cantora estrelaria uma chamada Being Sofia, para promover ainda mais o lançamento da música. Em 30 de abril de 2016, Carson gravou uma apresentação da música no Radio Disney Music Awards, que foi ao ar no dia seguinte. Ela também foi nomeada "Next Big Thing" da Radio Disney, com uma série de vídeos sobre sua jornada na carreira musical sendo lançada. Um vídeo remix com J Balvin foi lançado em 17 de maio de 2016. Dois anos depois, em 17 de abril de 2018, a versão principal do vídeo ultrapassou 100 milhões de visualizações no Vevo.

## Formatos e faixas
- Digital download[1]

1. "Love Is the Name" – 3:27

- Digital download (Remix)[3]

1. "Love Is the Name" (featuring J Balvin) – 3:52

- Digital download (DJ Laszlo Remix)[16]

1. "Love Is the Name" [DJ Laszlo Remix] – 4:27

- Digital download (Mack and Jet Set Vega Remix)[17]

1. "Love Is the Name" [Mack and Jet Set Vega Remix] – 4:19

- Digital download (MADIZIN Remix)[18]

1. "Love Is the Name" (featuring J Balvin) [MADIZIN Remix] – 3:19

- Digital download (Moto Blanco Remix)[19]

1. "Love Is the Name" [Moto Blanco Remix] – 4:56

- Digital download (Nando Pro Remix)[20]

1. "Love Is the Name" (featuring J Balvin) [Nando Pro Latin Urban Remix] – 3:47

## Paradas musicais
| Gráfico (2016)                   | Melhores posições |
| -------------------------------- | ----------------- |
| Polónia (Polish Airplay Top 100) | 22                |
| US Latin Pop Songs (Billboard)   | 36                |
| US Tropical Songs (Billboard)    | 28                |

## Histórico de lançamento
| Local          | Data                 | Formato                | Versão                             | Gravadora          | Ref.   |
| -------------- | -------------------- | ---------------------- | ---------------------------------- | ------------------ | ------ |
| Estados Unidos | 7 de abril de 2016   | Contemporary hit radio | Original                           | Hollywood Republic | [ 1 ]  |
| Vários         | 8 de abril de 2016   | Download digital       | Original, Remix featuring J Balvin | Hollywood Republic | [ 3 ]  |
| Vários         | 24 de junho de 2016  | Download digital       | MADIZIN Remix                      | Hollywood Republic | [ 18 ] |
| Vários         | 1 de julho de 2016   | Download digital       | Nando Pro Latin Urban Remix        | Hollywood Republic | [ 20 ] |
| Vários         | 8 de julho de 2016   | Download digital       | Mack and Jet Set Vega Remix        | Hollywood Republic | [ 17 ] |
| Vários         | 5 de agosto de 2016  | Download digital       | Moto Blanco Remix                  | Hollywood Republic | [ 19 ] |
| Vários         | 12 de agosto de 2016 | Download digital       | DJ Laszlo Remix                    | Hollywood Republic | [ 16 ] |